# Lepanthes papillipetala
Lepanthes papillipetala é uma espécie de orquídea (Orchidaceae) dispersa do México à Guatemala.